# Jack il ciclone
Jack il ciclone (MXP: Most Xtreme Primate) è un film del 2004 diretto da Robert Vince.

## Sequel
Il film ha due prequel, Jack simpatico genio e Jack simpatica canaglia!!.